# Rocca Busambra
Rocca Busambra (1.613 m s.l.m.) è il rilievo più alto dei Monti Sicani, nonché della Sicilia occidentale. È situato nei territori di Corleone, Godrano, Mezzojuso e Monreale nella città metropolitana di Palermo.

## Il nome
Il nome Busambra proviene dall'arabo e significa monte oscuro o castello dell'oscurità.
Un antico nome della montagna era Mons Zurara, ovvero Monte Zurara, un toponimo attestato in un diploma di Guglielmo II di Sicilia, datato nel 1182.

## Descrizione
Il complesso, articolato lungo una dorsale di 15 km costituita da più rilievi (da ovest a est: Pizzo Nicolosi, Rocca Argenteria, Rocca Ramusa, Pizzo Busambra, Pizzo Casa), si presenta come una cresta che si erge sulle verdi colline del bosco della Ficuzza. 
Il rilievo appare molto frastagliato, soprattutto sul versante settentrionale, con pareti verticali, e tratti strapiombanti di impressionante altezza. Il versante meridionale digrada invece più dolcemente. Notevole è anche la prominenza sul territorio circostante, in gran parte collinare, fattore che contribuisce a dare alla rocca l'aspetto di un rilievo isolato e maestoso.
Dalla vetta si gode di un ampio panorama a 360° che abbraccia un'ampia porzione della vallata e del territorio circostante.

### Clima
Il clima sulla vetta è pienamente appenninico, le estati sono miti e secche con una temperatura media di 17 C, gli inverni sono rigidi e nevosi con una temperatura media di 0 C.